# Кубок світу з біатлону 2017—2018 — етап 1
Перший етап Кубка світу з біатлону 2017—18 відбувався в Естерсунді, Швеція, з 26 листопада по 3 грудня 2017 року. До програми етапу було включено 8 гонок: індивідуальна, спринт та гонка переслідування у чоловіків та жінок, а відкрився етап змішаною естафетою та одиночною змішаною естафетою.

## Змішані естафети

### Призери
| Гонка:                                 | Золото:                                                                                     | Час                                                       | Срібло:                                                      | Час                                                       | Бронза:                                                                 | Час                                                       |
| Одиночна змішана естафета              | Австрія Ліза Тереза Гаузер Зімон Едер                                                       | 36:17.0 (0+0) (0+1) (0+0) (0+0) (0+0) (0+1)               | Німеччина Ванесса Гінц Ерік Лессер                           | 36:33.5 (0+0) (0+1) (0+2) (0+1) (0+1) (0+2) (0+1) (0+1)   | Казахстан Галина Вишневська Максим Браун                                | 36:49.7 (0+1) (0+0) (0+2) (0+2) (0+0) (0+0) (0+0) (0+0)   |
| Змішана естафета 2 x 6 км + 2 x 7.5 км | Норвегія Інгрід Ландмарк Тандревольд Тіріль Екгофф Йоганнес Тінгнес Бо Еміль Гегле Свендсен | 1:11:31.7 (0+0) (0+2) (0+1) (0+2) (0+2) (0+3) (0+0) (0+3) | Італія Ліза Вітоцці Доротея Вірер Домінік Віндіш Лукас Гофер | 1:11:37.0 (0+0) (0+0) (0+0) (0+2) (0+0) (0+0) (1+3) (0+1) | Німеччина Франціска Пройс Марен Гаммершмідт Бенедикт Долль Арнд Пайффер | 1:11:38.1 (0+1) (0+1) (0+1) (0+1) (0+3) (0+1) (0+1) (0+1) |

## Чоловіки

### Призери
| Гонка:                 | Золото:                      | Час               | Срібло:                   | Час               | Бронза:                   | Час               |
| Індивідуальна 20 км    | Йоганнес Тінгнес Бо Норвегія | 53:24.5 (0+0+0+0) | Кантен Фійон Майє Франція | 55:25.5 (0+0+0+0) | Мартен Фуркад Франція     | 55:38.8 (0+0+0+2) |
| Спринт 10 км           | Тар'єй Бо Норвегія           | 22:40.6 (0+1)     | Мартен Фуркад Франція     | 22:41.3 (1+0)     | Ерік Лессер Німеччина     | 22:44.3 (0+1)     |
| Переслідування 12,5 км | Мартен Фуркад Франція        | 30:12.2 (1+0+0+0) | Яков Фак Словенія         | 30:53.0 (1+0+0+1) | Кантен Фійон Майє Франція | 30:54.3 (1+0+0+1) |

## Жінки

### Призери
| Гонка:               | Золото:                  | Час               | Срібло:                    | Час               | Бронза:               | Час               |
| Індивідуальна 15 км  | Надія Скардіно Білорусь  | 42:57.4 (0+0+0+0) | Сюнневе Сулемдаль Норвегія | 43:00.3 (0+0+0+0) | Юлія Джима Україна    | 43:09.4 (0+0+0+0) |
| Спринт 7,5 км        | Деніз Геррманн Німеччина | 19:54.8 (0+1)     | Жустін Бреза Франція       | 20:10.0 (0+0)     | Юлія Джима Україна    | 20:14.4 (0+0)     |
| Переслідування 10 км | Деніз Геррманн Німеччина | 30:02.7 (0+0+2+0) | Жустін Бреза Франція       | 30:28.5 (0+0+0+0) | Марте Ольсбу Норвегія | 30:50.7 (0+1+0+1) |